# توفان گلوله
«بازی توفان گلوله (انگلیسی: Bulletstorm) یک بازی ویدئویی در سبک تیراندازی اول شخص است که توسط الکترونیک آرتس و در سال ۲۰۱۱ و در پلت‌فرم‌های ایکس‌باکس ۳۶۰، پلی‌استیشن ۳، مایکروسافت ویندوز، پلی‌استیشن ۴، و ایکس‌باکس وان منتشر شده‌است.

## حواشی
در ۸ فوریه ۲۰۱۱، بازی توفان گلوله در دو مقاله توسط روزنامه‌نگاری به اسم جان براندون مورد بررسی فاکس نیوز قرار گرفت و بازی را به عنوان بدترین بازی در جهان توصیف کرد. بازی بخاطر ناسزاگویی، رفتار ناپحته (شامل سیستم مهارت شلیک بازی که در صورت شلیک به اندام تناسلی دشمن، به بازیکن پاداش می‌داد) و کنایه‌های جنسی، هدف انتقاد گرفت. در کنار صفحه مجریان فاکس نیوز، یک روانپزشک به اسم کارول لیبرمن حاضر بود که اظهار داشت: «بازی‌های ویدئویی رابطه جنسی و خشونت را به‌طور فزاینده و گستاخانه تری در تصاویر، اعمال و کلمات بهم پیوند می‌دهند و این تأثیر روانی، هیجان، تحریک را دو برابر می‌کند». ادعای دیگر این بود که این بازی می‌تواند به دست مخاطبان ۹ ساله برسد و این ناسزاگویی و فحش می‌تواند به کودکان آن گروه سنی آسیب جدی برساند.
این ادعاها تا حد زیادی در میان وب سایت‌های بازی، از جمله وبسایت سنگ، کاغذ، شات‌گان مورد تمسخر قرار گرفت و وبسایت سنگ، کاغذ، شات‌گان مجموعه ای از مقالات جهت بی‌اعتبار کردن گزارش‌های فاکس نیوز منتشر کرد. در یکی از مقاله‌ها ادعاهای لیبرمن را مورد تجزیه و تحلیل قرار دادند و دریافتند که تنها یکی از هشت منابعی که او ارائه داده، موضوع مورد بحث ارتباط دارد. فاکس نیوز تأیید کرد که توسط سنگ، کاغذ، شات‌گان تماس گرفته شده و در ۲۰ فوریه ۲۰۱۱ از طریق مقاله دیگری به ادعای آنها پاسخ داده و اظهار داشته‌اند که این بازی همچنان تهدیدی برای کودکان است.